# Джасапала
Джасапала (Ясапала) — індійський магараджахіраджа з династії Гуджара-Пратіхари.

## Життєпис
Син магараджахіраджи Трілочанпали. Точне сходження на трон невідоме, оскільки остання згадка про панування його батька припадає на червень 1027 року. Є думка, що панувати став у 1024 році. Можливо був співволодарем Трілочанпали.
Його володіння були крихітними, охоплювали межі Каннауджа і Барі. Пера все ще перебувала у занедбаному стані після плюндрування Газневідами. Не відігравав жодної політичної ролі. Є згадка 1118 року, що Каннаудж було захоплено Гопалою, раджою Гадіпури. 1036 року Джасапалу було повалено Гангеядевою Калачура, магараджею Чеді. З ним зникла династія Гуджара-Пратіхарів.